# Johann Ernst Galliard
Pour les articles homonymes, voir Galliard.
Johann Ernst Galliard, également connu sous le nom de John Ernest Galliard, né en 1687 à Celle, mort en 1749 à Londres, est un hautboïste, organiste et compositeur allemand.

## Biographie
Galliard suit une formation de hautboïste et joue dans l'orchestre de la cour de Celle à partir de 1698. Il étudie  la composition avec Jean Baptiste Farinelli et Agostino Steffani à Hanovre. Ses œuvres s'inscrivent dans la lignée de Haendel et montrent une maîtrise du contrepoint. Charles Burney écrit de lui qu'il n'a « jamais vu plus d'exactitude ou moins d'originalité chez aucun auteur du siècle actuel ».
À l'âge de 15 ans, il reçoit sa première commande de la part de Steffani et Farinelli, le directeur musical de la Principauté de Hanovre. Il entre plus tard au service du prince George de Danemark et, après son mariage avec la reine Anne, se rend à Londres, où, en 1706, à l'âge de 19 ans, il succède au chanteur et compositeur Antonio Draghi. Il est également organiste à la Somerset House et travaille pendant un certain temps comme compositeur pour le théâtre de Londres (1712 et 1736). Cependant, son opéra Calypso et Télémaque, composé en 1712, ne rencontre pas le succès. En 1726, il fonde avec d'autres l'Académie de musique ancienne qui vise à favoriser la composition de musique vocale et instrumentale. En 1713, il rejoint l'opéra italien de Haendel en tant que hautboïste, et il est probable que Haendel ait écrit pour lui les passages difficiles pour hautbois dans l'air d'Agilea "M'adora l'idol mio" dans Teseo . En 1742, il traduit de l'italien vers l'anglais Opinioni de' Cantori Antichi, e Moderni o sieno Osservazioni sopra il Canto Figurato de Pier Francesco Tosi, un important traité sur l'art du chant. Il aurait également aidé Haendel lors de sa première visite à Londres[réf. nécessaire].

## Œuvres
Parmi ses premières compositions figurent un Te Deum, un Jubilé et trois hymnes interprétés à la Chapelle Royale et à la Cathédrale Saint-Paul pour célébrer des victoires militaires. En 1718, il compose l'opéra Pan and Syrinx ("opéra mythologique en un acte"). Il a également composé des cantates et des Lieder. En 1745, Galliard compose une Pièce pour 24 bassons et 4 contrebasses pour un concert au Lincoln's Inn-Fields Theatre dans laquelle il utilise les deux tragédies Brutus et Jules César comme chœurs.

### Musique instrumentale
- Op. 1: 6 Sonatas for a Flute & a through Bass (London, 1711)
  - 12 Sonates à une Flute & une Basse continue (Jeanne Roger, Amsterdam), avec 6 Sonates von Ignazio Sieber
- 6 Sonatas for the Bassoon (de) or Violoncello with a thorough Bass for the Harpsichord (John Walsh, Londres, 1733)

### Musique vocale
- Calypso and Telemachus (Londres, 1712)
- The Hymn of Adam and Eve, out of the fifth Book of Milton’s Paradise Lost (1728)
- The early Horn (Londres, 1739)
- Oft on the troubled Ocean (Londres, 1739)